# Manfred Stein
Manfred Stein was een gastpersonage uit de Vlaamse soap Thuis. Manfred Stein werd gespeeld door Pol Goossen, die ook de rol van Frank Bomans speelt in de soap. Hij speelde mee in 2006.

## Biografie
Manfred is een Duitse gangster. Hij lijkt als twee druppels water op Frank. Wanneer zijn vrouwelijke kompaan Bonnie dit ontdekt, besluit ze ervoor te zorgen dat Frank moet opdraaien voor hun misdaden. 
Wanneer Manfred een roofmoord pleegt bij een juwelier, zorgt Bonnie ervoor dat Frank geen alibi heeft. Manfred gaat voor de bewakingscamera van juwelier Santens staan en al snel wordt Frank opgepakt. Hij is onschuldig, maar kan dit niet bewijzen en vliegt de cel in. Hij kan echter ontsnappen en probeert te weten te komen waarom Bonnie en Manfred hem dit lappen. Wanneer hij hun camionette inspecteert, wordt hij betrapt en het gangsterduo neemt hem mee naar hun verblijfplaats (een oud fabriekspand). Hierna plegen ze een tweede overval in een gokzaak. Ze maken plannen om met de buit te vluchten naar Brazilië. Manfred wil Frank neerschieten, maar Bonnie probeert Manfred te overtuigen om hem te laten leven.
Het gaat minder goed tussen Bonnie en Manfred - zij hebben een relatie - en Bonnie gaat meer en meer de kant van Frank kiezen. Ze maken een plan om samen met het geld te vluchten en Manfred te laten zitten. Wanneer ze op het punt staan te vluchten, raken Frank en Manfred in gevecht. Bonnie schiet Manfred neer.
Frank en Bonnie vluchten naar Curaçao, maar bij het vinden van Manfreds lijk denkt de politie dat het om Frank gaat. 'Frank' wordt begraven, maar zit in feite ergens ver weg te flirten met Bonnie.

## Trivia
- Pol Goossen, die reeds jaren de rol van Frank speelde, nam ook Manfreds rol op zich. Dit zorgde niet voor problemen wanneer beide personages in dezelfde scène moesten spelen.